# Town Without Pity (Lied)
Town Without Pity ist ein Lied aus dem Soundtrack des Films Stadt ohne Mitleid aus dem Jahr 1961. Komponiert wurde der Song von Dimitri Tiomkin, getextet von Ned Washington. Gesungen wird das Lied im Film von Gene Pitney, es dient zudem als Soundtrack. Für Pitney wurde Town Without Pity zu einem Hit, der sich 19 Wochen in den US Billboard Charts halten konnte und im Jahr 1962 auf Platz 39 der erfolgreichsten Songs gelistet wurde.

## Inhalt des Liedes
Das Lied handelt davon, dass es nicht leicht sei, jung und verliebt zu sein, da vieles einen verwirre und man zusätzlich von Leuten verletzt werde. Die Stadt, in der man lebe, sei oft mitleidslos. Man fühle sich dort wie ein Tiger im Käfig. Auch die Jungen hätten viele Probleme, aber wir Mädchen brauchten doch ein verständnisvolles Herz und stellten uns immer wieder die Frage, warum sie uns nicht helfen würden. Man fühle sich hin- und hergerissen und überlege einerseits, wie man die Liebe am Leben erhalten könne, habe andererseits aber auch die Sorge, dass eine Stadt ohne Mitleid uns in zwei Teile zerreiße.

## Auszeichnungen
1962 waren Dimitri Tiomkin und Ned Washington mit Town Without Pity in der Kategorie „Bester Song“ für einen Oscar nominiert. Die Auszeichnung ging jedoch an Henry Mancini und Johnny Mercer für ihr Lied Moon River aus der Literaturverfilmung Frühstück bei Tiffany. Der Song wurde außerdem mit dem Golden Globe Award in der Kategorie „Bester Filmsong“ ausgezeichnet. 

## Coverversionen
Gene Pitney nahm auch eine deutsche Version des Liedes unter dem Titel Bleibe bei mir (Text: Frank Zieboltz) und in italienischer Sprache unter dem Titel Città Spietata auf.
Die amerikanische Rockband Thin White Rope veröffentlichte den Song 1988 auf ihrem Album Red Sun. John Travolta und Kirstie Alley sagen das Lied 1989 in der romantischen Komödie Kuck mal, wer da spricht! Auch The Dickies, eine amerikanische Punkband aus Kalifornien, nahm das Lied 1989 in ihr Programm auf ebenso wie im Jahr 1990 die Band Stray Cats. Der amerikanische Melodic-Gitarrist Neil Zaza coverte das Lied 1993. Town Without Pity war 1996 in der Version der schottischen Sängerin Eddi Reader drei Wochen auf Platz 26 der britischen Charts. Sie veröffentlichte den Song auf ihrem Album Candyfloss and Medicine. Die Countrysängerin Mandy Barnett nahm das Lied 1999 ebenfalls auf.
Die amerikanische Surf-Rock-Band Los Straitjackets aus Nashville coverte den Song 2004, der Altsaxophonist des Modern Jazz Richie Cole nahm Town Without Pity 2006 in sein Programm auf. Auch der norwegische Blues-Gitarrist Vidar Busk spielte das Lied 2007 ein. Lilli Passero veröffentlichte den Song 2017 auf ihrem gleichnamigen Album.